# La Plata-i főegyházmegye
A La Plata-i főegyházmegye (latinul: Archidioecesis Platensis, spanyolul: Arquidiócesis de La Plata egy római katolikus metropolita főegyházmegye Argentínában. Az érseki székvárosa Buenos Aires tartomány fővárosa, La Plata.

## Püspökei
- Mariano Antonio Espinosa (1898–1900), majd Buenos Aires érseke
- Juan Nepomuceno Terrero y Escalada (1900–1921)
- Francisco Alberti (1921–1934)

## Érsekei
- Francisco Alberti (1934–1938)
- Juan Pascual Chimento (1938–1946)
- Tomás Juan Carlos Solari (1948–1954)
- Antonio José Plaza (1955–1985)
- Antonio Quarracino (1985–1990), majd Buenos Aires érseke
- Carlos Walter Galán Barry (1991–2000)
- Héctor Rubén Aguer (2000–2018)
- Víctor Manuel Fernández (2018–2023)
- Gabriel Antonio Mestre (2023–)

## Szuffragáneus egyházmegyék
A szuffragáneus egyházmegyék:
- Azuli egyházmegye
- Chascomúsi egyházmegye
- Mar del Plata-i egyházmegye

## Szomszédos egyházmegyék
- Quilmesi egyházmegye (északkelet)
- Chascomúsi egyházmegye (dél)